# Color Air
Color Air war die erste norwegische Billigfluggesellschaft mit Sitz in Oslo und Basis auf dem Flughafen Oslo-Gardermoen. Sie war ein Schwesterunternehmen der Reederei Color Line und existierte nur von 1998 bis 1999.

## Geschichte
Color Air wurde vom Eigentümer der Reederei Color Line, Nils Olav Sunde, gegründet und sollte zunächst zwischen Ålesund und Oslo Zubringerflüge für deren Fährverbindungen durchführen. Der Erstflug fand am 6. September 1998 mit einer Boeing 737-300 zwischen diesen beiden Städten statt, wobei in Oslo noch wenige Wochen vor seiner Schließung der Flughafen Oslo-Fornebu genutzt wurde.
Vor 1994 war der Markt norwegischer Inlandsflüge staatlich reguliert. Ein entsprechender Vertrag teilte seit 1952 die Route von Oslo nach Bergen exklusiv SAS Scandinavian Airlines zu, während die damalige Braathens S.A.F.E von Oslo nach Stavanger, Ålesund und Trondheim flog. 1994 wurde der Markt schließlich für den Wettbewerb geöffnet und es entstand ein harter Konkurrenzkampf auf den meisten dieser Verbindungen zwischen den beiden Gesellschaften (den Braathens im Jahr 2002 mit der Übernahme durch SAS schließlich verlor). Lediglich von Oslo nach Ålesund flog Braathens zunächst weiter exklusiv.
Am 8. Oktober 1998 wurde der neue Flughafen Oslo-Gardermoen eröffnet, der den bisherigen überlasteten Flughafen Oslo-Fornebu ersetzte. Dadurch wurde der Flaschenhals der norwegischen Luftfahrt beseitigt und Color Air nutzte die neuen Kapazitäten, um mit nun drei Boeing 737-300 ebenfalls Inlandsflüge nach Bergen, Stavanger und Trondheim anzubieten. SAS und Braathens entgegneten dieser neuen Konkurrenz mit einer Verdichtung ihrer Flugpläne auf diesen Routen, teils gab es pro Tag und Stadt zusammen mehr als 50 Verbindungen was sie in die Top 10 der europäischen Inlandsstrecken mit dem höchsten Beförderungsangebot brachte. Zudem flog nun auch SAS nach Ålesund.
Bedingt durch die Konkurrenz und die niedrig angesetzten Preise der Color Air, die durch ein No frills-Konzept ermöglicht wurden, entbrannte zudem ein Preiskampf zwischen den drei Airlines. Color Line gelang es trotzdem nicht, sich als Marktführer zu etablieren, unter anderem mangels eines Konzeptes zur Kundenbindung – es wurde beispielsweise kein Vielfliegerprogramm angeboten. SAS und Braathens hatten dagegen zu dieser Zeit einen starken finanziellen Hintergrund (SAS durch den profitablen Verkehr in Dänemark und Schweden, Braathens durch die damalige Anteilseignerin KLM) und konnten sich erlauben, Geld in diesem Preiskampf zu verlieren.
Infolge dieser Wettbewerbssituation ging Color Air am 1. Oktober 1999, nur gut ein Jahr nach der Betriebsaufnahme, in Insolvenz und wurde schließlich aufgelöst. Man schätzt, dass in ihren 13 Betriebsmonaten ein Verlust von etwa einer halben Milliarde NOK entstand.

## Flugziele
Color Air flog von ihrer Heimatbasis, dem Flughafen Oslo-Gardermoen, aus im Inland Bergen, Stavanger, Trondheim und Ålesund sowie international London-Stansted und Alicante an.

## Flotte

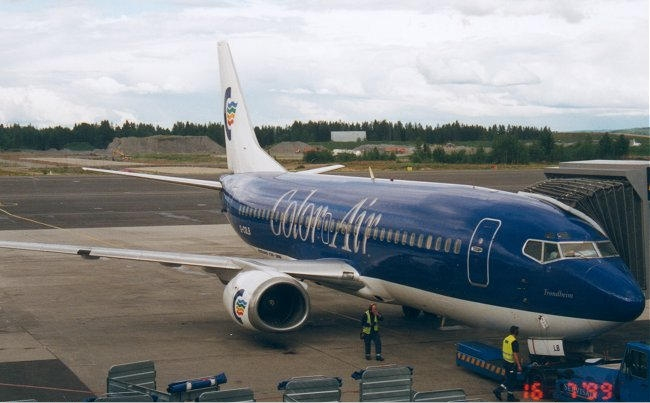
Eine Boeing 737-300 der Color Air

Die Flotte der Color Air umfasste während ihres Bestehens drei Flugzeuge:
- 3 Boeing 737-300 (2 zurückgegeben an ILFC, 1 verkauft an bmi[1])